# Икон-Халкское сельское поселение
Икон-Халкское се́льское поселе́ние — муниципальное образование в Ногайском районе Карачаево-Черкесии Российской Федерации.
Административный центр — аул Икон-Халк.

## История
Статус и границы сельского поселения установлены Законом Карачаево-Черкесской Республики от 6 марта 2006 года № 13-РЗ «от 24 февраля 2004 года № 84-РЗ «Об административно-территориальном устройстве Карачаево-Черкесской Республики»

## Население
| 2002  | 2010  | 2012  | 2013  | 2014  | 2015  | 2016  |
| ----- | ----- | ----- | ----- | ----- | ----- | ----- |
| 4462  | ↗4583 | ↘4578 | ↗4581 | ↗4592 | ↗4621 | ↗4658 |
| 2017  | 2018  | 2019  | 2020  | 2021  | 2023  | 2024  |
| ↗4682 | ↗4701 | →4701 | ↗4720 | ↗4871 | ↘4831 | ↗4861 |
| 2025  |       |       |       |       |       |       |
| ↗4870 |       |       |       |       |       |       |

## Состав сельского поселения
| № | Населённый пункт | Тип населённого пункта      | Население |
| - | ---------------- | --------------------------- | --------- |
| 1 | Икон-Халк        | аул, административный центр | ↗4575     |
| 2 | Кызыл-Тогай      | аул                         | ↗296      |